# Brandon DiCamillo
Brandon Ralph DiCamillo (West Chester, Pennsylvania, 15 november 1976) is een Amerikaans voormalig Acteur en stuntman, en een van de grondleggers van de CKY Crew en bekend van zijn optredens in MTV's Jackass, Viva La Bam en Bam's Unholy Union.
DiCamillo heeft talent voor grappige stemmetjes en is beroemd om zijn freestyle rap. Vooral zijn "Chinese freestyle" uit de video CKY2K is bekend. In Bam Margera's film Haggard speelde hij Falcone en andere rollen. In Viva La Bam wordt hij "Dico", "Deek", "D-Cup" en "Bran" genoemd. Ook bedacht hij veel stunts voor onder meer Jackass. DicCamillo stopte in 2009 met programma’s om een normaal leven te leiden met zijn vrouw en kinderen.

## Tv-, film- en video-optredens
- 1998 - Toy Machine: Jump off a Building (als zichzelf)
- 1999 - Landspeed: CKY (als zichzelf)
- 2000 - CKY2K (als zichzelf)
- 2000 - Jackass (als zichzelf)
- 2001 - Hook-Ups Destroying America (als zichzelf)
- 2001 - CKY3 (als zichzelf)
- 2002 - Haggard (als Falcone, Duits soldaat, omroeper, taxichauffeur, oude man)
- 2002 - Jackass: The Movie (als zichzelf)
- 2003 - CKY 4: Latest & Greatest (als zichzelf)
- 2003 - Viva La Bam (als zichzelf)
- 2006 - Jackass Number Two (als zichzelf)
- 2006 - Blastazoid (als zichzelf)
- 2006 - Jackass 2.5 (als zichzelf)
- 2007 - Bam's Unholy Union (als zichzelf)
- 2008 - Minghags
- 2009 - Jackass: the lost tapes (als zichzelf)
- 2022 - Jackass Forever (als zichzelf) (archiefbeelden)

## Cd's
- 2001 - Volume 2
- 2002 - Otimen Recording Hell
- 2003 - Gnarkill
- 2003 - The DiCamillo Sisters
- 2004 - We Reach: The Music of The Melvins CKY/Gnarkill
- 2006 - GnarKill vs. Unkle Matt and the ShitBirdz

- Bibliothèque nationale de France: cb14093347s (data)
- International Standard Name Identifier: 0000 0000 4723 4024
- Library of Congress Control Number: no2008083414
- MusicBrainz: 8539823d-2a1c-40bf-bc99-0ec0c6ade5a3
- Virtual International Authority File: 64212825
- WorldCat: E39PBJpDMkvYtp8fPK4tfq7j4q